# Shahrestān di Khomeyn
Lo shahrestān di Khomeyn (in persiano شهرستان خمین‎) è uno dei 12 shahrestān della provincia di Markazi, il capoluogo è Khomeyn. Lo shahrestān è suddiviso in 2 circoscrizioni (bakhsh): 
- Centrale (بخش مرکزی)
- Kamareh (بخش کمره), capoluogo Qurchi Bashi.